# Nanhua
Nanhua léase Nan-Juá (en chino:南华县, pinyin:Nánhuá xiàn) es un condado bajo la administración directa de la prefectura autónoma de Chuxiong. Se ubica al norte de la provincia de Yunnan, sur de la República Popular China. Su área es de 2343 km² y su población total para 2010 fue +200 mil habitantes.

## Administración
El condado Nanhua se divide en 10 pueblos que se administran en 6 poblados y 4 villas. 